# Піцик Ярослав Львович
Ярослав Львович Піцик (нар. 14 листопада 1958) — радянський футболіст, що грав на позиції захисника. Відомий за виступами у складі команд першої ліги «Спартак» з Івано-Франківська, та другої ліги «Кристал» з Херсона, у складі якої зіграв понад 160 матчів у чемпіонаті СРСР.

## Футбольна кар'єра
Ярослав Піцик розпочав виступи на футбольних полях у 1978 році в складі аматорської команди «Хімік» з Калуша, яка в цьому році стала чемпіоном та володарем кубка УРСР серед робітничих команд спортивного товариства «Авангард» на призи «Робітничої газети» та «Спортивної газети». У 1979 році Ярослав Піцик став гравцем команди першої ліги «Спартак» з Івано-Франківська, у складі якої грав до початку 1980 року, зіграв у її складі 27 матчів у чемпіонаті, та 3 матчі в розіграші Кубка СРСР. У 1980 році Піцик став гравцем команди другої ліги «Кристал» з Херсона, у складі якої грав до 1983 року, провів у її складі 167 матчів. Надалі футболіст повернувся на Івано-Франківщину, і до початку 90-х років ХХ століття грав за місцеві аматорські команди.